# James Nesbitt

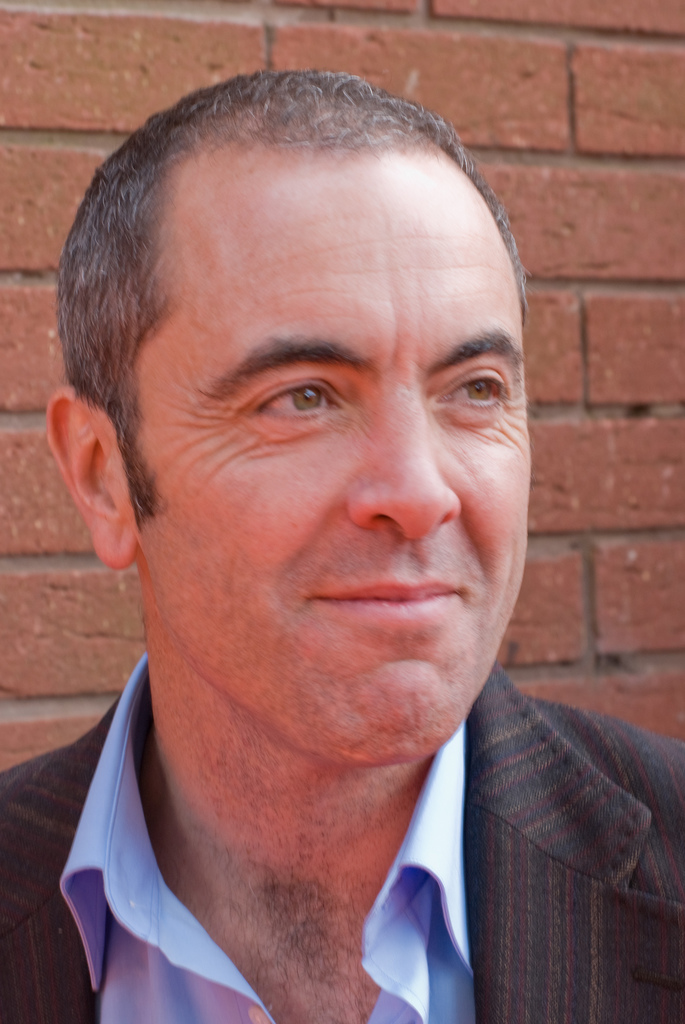
James Nesbitt

William James Nesbitt (Broughshane, 15 januari 1965) is een uit Noord-Ierland afkomstige acteur. Hij werd in 2008 genomineerd voor een Golden Globe voor zijn rol in de miniserie Jekyll. Tot de acteerprijzen die hij daadwerkelijk kreeg toegekend, behoren een British Comedy Award voor de televisieserie Cold Feet en een British Independent Film Award voor de film Bloody Sunday.
Nesbitt is de jongste uit een gezin met vier kinderen. Hij was leerling aan de Coleraine Academical Institution. Hij trouwde in 1993 met actrice Sonia Forbes-Adam, die hij in 1989 tegenkwam op een wereldtoer met Hamlet. Samen kregen ze dochters Peggy (1998) en Mary (2002), met wie ze in Herne Hill wonen.
Oorspronkelijk wilde Nesbitt leraar Frans worden, maar hij stapte over op acteren. Hij ging eerst naar de Central School of Speech and Drama in Londen. Vanaf 1985 speelde Nesbitt kleinere rollen op televisie. Zijn doorbraak kwam in 1996 toen hij Leo speelde in de serie Ballykissangel. Van 1997 tot en met 2003 gaf hij gestalte aan Adam in de eerste 5 seizoenen van Cold Feet.
Nadat Cold Feet eindigde, begon Nesbitt in 2003 als de undercover politieman DS Tommy Murphy in Murphy’s Law, van de BBC.
Hij speelde in de Hobbit-trilogie van regisseur Peter Jackson de dwerg Bofur. Van 2016-2018 volgde de opnamen van nog eens 3 seizoenen Cold Feet.

## Filmografie
Selectie:
- Stay Close - 2021
- The Secret - 2016
- The Missing - 2014
- The Hobbit: The Battle of the Five Armies - 2014
- The Hobbit: The Desolation of Smaug -2013
- Monroe - 2011/2012  (Britse medische televisieserie, 2 seizoenen)
- The Hobbit: An Unexpected Journey - 2012
- Coriolanus - 2011
- The Way - 2010
- The Deep - 2010
- Cherrybomb – 2009
- Five Minutes of Heaven – 2009
- Occupasion - 2009  (3-delig oorlogsdrama over de invasie van Basra in 2003)
- Blessed - 2008
- Jekyll - 2007 (miniserie)
- Match Point - 2005
- Passer By - 2004
- Millions - 2004
- Canterbury Tales - 2003
- Murphy’s Law - 2003-2007 (televisieserie)
- Bloody Sunday - 2002
- Lucky Break - 2001 (film)
- Wild About Harry - 2000
- Woman Talk Dirty - 1999
- Cold Feet - 1997-2003 (televisieserie)
- Welcome to Sarajevo - 1997
- Ballykissangel - 1996-1998 (televisieserie)